# Hotel Majestic (Túnez)
El Hotel Majestic es un hotel histórico en la avenida de París, en la ciudad de Túnez, en el país africano de Túnez. Fue construido en 1914 y es conocido por su arquitectura Art Nouveau con una fachada blanca y esquinas ligeramente curvas. El hotel es de cuatro pisos de altura y en el primer piso tiene una terraza. El hotel ofrece vistas al Jardín Habib Thameur.